# 赫尔曼·梅萨
赫尔曼·梅萨（西班牙語：Germán Mesa，1967年5月12日—），古巴男子棒球运动员。他曾代表古巴国家队参加1992年和2000年夏季奥林匹克运动会棒球比赛，获得一枚金牌和一枚银牌。